# Lou Helmig
Lou Helmig (* 1. Mai 2003 in Paderborn) ist ein deutscher Baseballspieler.

## Leben

### Karriere als Spieler
Helmig begann bei den Regensburg Legionären Baseball zu spielen. Er wurde von seinem Vater Martin Helmig trainiert. Mit der deutschen Schüler-Nationalmannschaft spielte er zusammen mit seinem Cousin Rex Helmig im Jahre 2016 in Los Angeles gegen Japan und Amerika.   Mit 17 Jahren hatte Helmig 2020 sein Debüt in der Bundesliga als Pitcher für die Heidenheim Heideköpfe. In den Jahren 2021 spielte er bei der U-18 Europameisterschaft für Deutschland. 2021 wurde er in den Kader für die U-23 Weltmeisterschaft in Mexiko aufgenommen. In diesem Jahr spielte Helmig auch für die Baseball-Herren-Nationalmannschaft bei der EM in Italien. Damit war er der erste Baseballspieler der dritten Generation in einer deutschen Nationalmannschaft.
Im Januar 2022 unterschrieb Helmig einen Vertrag bei den Philadelphia Phillies aus der Major League Baseball (MLB). Helmig ist nun der fünfte Deutsche, der einen Vertrag mit einer MLB-Organisation eingegangen ist. Anfang Mai 2024 wurde er von den Philadelphia Phillies freigegeben und spielt seitdem bei den Regensburg Legionären.

### Persönliches und Familie
Helmig stammt aus einer deutschen Baseballfamilie. Sein Großvater Claus T. Helmig und sein Großonkel Jürgen C. Helmig spielten als erste Deutsche in einer Major-League-Organisation. Sein Vater Martin Helmig und sein Cousin Rex Helmig spielten in der ersten Bundesliga Baseball. Martin Helmig war Nationaltrainer von Deutschland.